# Septimio Odenato
Septimio Odenato (en latín: Septimius Odaenathus, griego: Hodainathos, árabe: أذينة), la forma latinizada de Odainath, fue un rey del reino de Palmira y del posterior Imperio de Palmira en la segunda mitad del siglo III. Tuvo mucho éxito en recuperar los territorios orientales romanos, capturando tierras de los persas y restaurándolos al Imperio romano.

## Nombre y familia
Su nombre completo era Lucio Septimio Odenato (en latín Lucius Septimius Odainath). Su nombre gentilicio Septimio (Septimius) muestra que su familia recibió la ciudadanía romana durante el reinado de un emperador de la dinastía Severa, convirtiéndose en una de las familias principales de Palmira a partir de la década de 190. Era hijo de Septimio Hairan (Septimius Hairān), el «senador y jefe de Tadmor», hijo de Wahballath, hijo de Nasor.

## Carrera política
El año en que Odenato se hizo regente de Palmira es desconocido, pero en una inscripción marcada con la fecha del año 258 ya es descrito como «ilustre cónsul nuestro señor». Su segunda esposa, Zenobia, fue un gran apoyo en vida de su política.
La derrota y cautiverio del emperador Valeriano en 260, dejó las provincias orientales vulnerables a los persas. La idea de una supremacía persa en la región no era algo deseable para Palmira y su regente. Inicialmente, al parecer, Odenato intentó sobornar el monarca persa Sapor I. Sin embargo, cuando sus presentes fueron rechazados decidió apoyar la causa de Roma. La neutralidad que había creado la prosperidad de Palmira fue abandonada en pro de una política militar activa, que, mientras contribuía a la fama de Odenato. Atacó las fuerzas armadas persas que retornaban tras el saqueo de Antioquia y les infligió una gran derrota antes de que pudieran atravesar el río Éufrates.
Tras ser proclamados dos emperadores en el Oriente en 261, Odenato tomó parte por Galieno, el hijo y sucesor de Valeriano. Atacó y mató al usurpador Quieto en Emesa y fue recompensado por su lealtad con una posición excepcional (262). Ya había asumido el título de rey anteriormente, sin embargo ahora se le nombró totius Orientis imperator, no simplemente un regente, ni un Augusto, sino líder independiente de todo el Oriente.
En una serie de campañas rápidas y exitosas, durante las cuales dejó Palmira bajo el control de Septimio Vorod, atravesó el río Éufrates y capturó Edesa, recuperando Nísibis y Carras. Incluso tomó la ofensiva contra Persia y atacó por dos veces la capital Ctesifonte. Probablemente también trajo a Armenia de vuelta al Imperio romano. Esas victorias restauraron el dominio romano en el Este y Galieno no creyó inconveniente realizar una parada triunfal con cautivos y trofeos que Odenato había ganado en 264. Odenato celebró sus victorias en el Este, compartiendo el título oriental de «Rey de Reyes» con su hijo mayor Hairan, hijo de su primer matrimonio.
Estaba a punto de atacar a los godos en Capadocia cuando, junto con su hijo y co-rey Hairan, fue asesinado por su sobrino Meonio en 267. A pesar de mantener las formalidades ante su superior, el Emperador Romano, hay pocas dudas de que el objetivo de Odenato era crear un imperio independiente. Sin embargo, durante su vida, no hubo ningún conflicto con Roma. Por tanto, no hay ninguna base para suponer que tal acto de violencia hubiera sido instigado por Roma.
Después de su muerte y la de su hijo mayor, su hijo pequeño Vabalato, también llamado Atenodoro, que contaba con 1 año de edad era su sucesor, pero fue su madre Zenobia, como reina regente quien gobernó Palmira. Zenobia sublevó la ciudad y creó un imperio hasta que fue derrotada en 272.

## Narrativa
- Jose Luis Corral (2011). «La prisionera de Roma». Barcelona: Editorial Planeta. p. 792. ISBN 978-84-08-09951-2.